# 어상천면
어상천면(魚上川面)은 대한민국 충청북도 단양군의 면이다.

## 역사
- 고구려시대 : 을아단현에 속함
- 신라시대 : 자춘현으로 내성군(영월)에 속함
- 고려시대 : 영춘군에 속함
- 1399년 (정종 (조선) 1년) : 충청도로 이속됨
- 1914년 3월 1일 : 부군면 통폐합으로 영춘군이 단양군에 합병되었다. 이 때 가야면의 일부인 덕문곡리, 방북리, 심곡리, 율곡리를 편입하여 10개리가 되고 어상천면 (魚上川面)이라 칭함.
- 1987년 : 대통령령 제12007호(1986년 12월 23일 공포)에 의하여 자작리를 제천시로 이관, 김산리를 매포읍으로 이관하여 8개의 법정리를 관할하게 됨

## 행정 구역
| 법정리   | 행정리                    | 비고                   |
| -------- | ------------------------- | ---------------------- |
| 대전리   | 대전1리, 대전2리          |                        |
| 덕문곡리 | 덕문곡1리, 덕문곡2리      |                        |
| 방북리   | 방북리                    |                        |
| 심곡리   | 심곡리                    |                        |
| 석교리   | 석교1리, 석교2리          |                        |
| 연곡리   | 연곡1리, 연곡2리, 연곡3리 |                        |
| 율곡리   | 율곡리                    |                        |
| 임현리   | 임현1리, 임현2리, 임현3리 | 면 행정복지센터 소재지 |